# Malborn
Malborn là một đô thị ở huyện Bernkastel-Wittlich, trong bang Rheinland-Pfalz, Đô thị Malborn có diện tích 26,31 km², dân số thời điểm ngày 31 tháng 12 năm 2006 là 1431 người.